# Станіслав Варшицький (краківський каштелян)
Станіслав Варшицький гербу Абданк (пол. Stanisław Warszycki; 1599 — 25 січня 1681) — польський шляхтич з роду Варшицьких, гілки роду Скарбеків.

## Життєпис
Батько — Єнджей (Анджей), серадзький підкоморій, мати — Катажина Рокшицька.

Брав участь в облозі Збаража, у Берестецькій битві

Посади: мазовецький воєвода, краківський каштелян.
Дідич маєтностей, зокрема, Данькува (Польща). Фундатор спорудження костелу Воздвиження Святого Хреста (Казімежа-Велька)
Перша дружина — донька подільського воєводи Александера Белжецького (ім'я невідоме). Друга дружина — княжна Олена Вишневецька, донька руського воєводи Костянтина Вишневецького; діти:
- Ян Кшиштоф — дідич на Пілиці та Ойґродзенцю, ойцувський староста.